# Hiéroglyphe égyptien G52
L'oie picorant, en hiéroglyphes égyptiens, est classifiée dans la section G « Oiseaux » de la liste de Gardiner ; cet hiéroglyphe y est noté G52. 

## Représentation
Il représente peut être une oie rieuse (Anser albifron) picorant.

## Utilisation
| s | n&nm&m | G52 |

| s | n&nm&m | G52 |